# ФК Звезда (Иркутск)
ФК „Звезда“ Иркутск е разформирофан руски футболен клуб от град Иркутск.

## История
Клубът е създаден през 1957 г. Отборът е носил имената Енергия, Ангара, Машиностроител, Аерофлот, Авиатор. Името Звезда е от 1976 г. Домакинските си срещи отборът играе на стадион „Труд“ с капацитет 18 500 зрители, но през 2007 играе на стадион „Локомотив“ (Иркутск) с капацитет 4000 зрители.
В периода 1992-1996 г., „Звезда“ играе 5 сезона в руската Първа дивизия. Най-доброто класиране е 4-то място през 1995 г., като 4 точки не достигат на отбора да се класира във Премиер лигата. През същия сезон е спечелена престижна победа над гранда ФК Зенит Санкт Петербург, който е тимът изпреварил отбора от Иркутск в борбата за класиране в елита.
През следващите години отборът изпитва проблеми и изпада във Втора дивизия. Следват много неуспешни опити за завръщане в Първа дивизия до 2006 г., когато печели промоция, като става победител във Втора дивизия – Изток. През 2008 г. тимът завършва на последното 22-ро място в Първа дивизия. На 23 октомври 2008 г. клубът прекратява участието си в Първа дивизия поради липса на средства – финансови проблеми за основния спонсор Interavia.

## Успехи
- Носител на Купата на ПФЛ (1) - 2006 г.
- Най-добро класиране в Първа лига – 4-то през 1995 г.
- Най-добро представяне в турнира за Купата на Русия – 1/8-финал през 1994 г.
- Най-голяма победа - 9:0 срещу Кузбас-Динамо (Кемерово) през 2006 г.
- Най-много голове за клуба – Юрий Зуйков (123)
- Най-много мачове – Вячеслав Рудаков (494), треньор на дублиращия отбор